# Léon Vercken
Joseph Auguste Léon Vercken (Luik, 15 oktober 1828 - Parijs, 25 mei 1892) was een Belgisch edelman en stamhoofd van een familie die de Franse nationaliteit aannam.

## Geschiedenis
Vercken, ook Vercken de Vreuschmen, was een familie van notabelen in het Duitse deel van het hertogdom Limburg, meer bepaald in Eupen.
Jean Vercken († 1603) werd heer van Vreuschmen door zijn huwelijk met Anne Schuyl, vrouwe van Vreuschmen. Hun nakomelingen bleven heren van Vreuschmen en vervolgens bewoners van het kasteel van Vreuschmen tot in 1980.
Verschillende leden van de familie bekleedden ambten van schepen of burgemeester in Eupen, Balen en Membach of waren lid van de Staten van Limburg. Ze werden ook voorname industriëlen in de lakennijverheid.
In de achttiende eeuw verwierven leden van de familie de heerlijkheid Stockem bij Eupen en van Nuwerot bij Balen. De laatste van deze tak was Nicolas Vercken, die onder de Pruisische bezetting in het begin van de negentiende eeuw burgemeester van Eupen werd. De laatste van de oudste tak was Jules Vercken (1886-1960). Hij adopteerde zijn natuurlijke dochter Thérèse Michel-Vercken (1924-1980), die na hem het familiekasteel bewoonde tot aan haar geheimzinnig overlijden in 1980.

## Leon Vercken
Léon Vercken was een zoon van Auguste Vercken en van Adèle Lieutenant. Hij trouwde in 1854 in Seraing met Adèle Pastor (1830-1884) en ze kregen vijf kinderen. Hij werd secretaris van de Kamer van Koophandel in Antwerpen, was consul van Perzië. Hij werd in 1858 opgenomen in de erfelijke adel. Hij was daarnaast musicus en componist met enkele opera's op zijn naam: Le légende du diable, Le chemin de Venise, Pierrot Fantôme. Op het gebied van de muziek was hij ook criticus voor diverse muziekbladen. 
Twee van zijn zoons zorgden voor afstammelingen: Fernand en René Vercken.

## Fernand Vercken
- Fernand Gustave Joseph Vercken (1856-1924) nam in 1889 de Franse nationaliteit aan, maar hij en zijn afstammelingen bleven verbonden met de Belgische adel. Hij trouwde in 1882 met Geneviève de Heredia (1859-1929) en ze hadden vier kinderen.
  - Henry Vercken (1885-1953) werd maire van Chatou (Seine-et-Oise) en trouwde met Marcelle de Bonvoisin (1885-1949). Ze hadden vier zoons, met afstammelingen tot heden.
    - Roger Vercken de Vreuschmen (1921- ) trouwde in 1954 met Françoise Wisdorff (1930- ), met afstammelingen tot heden. Hij werd jachtpiloot en vervolgens vice-admiraal van de Franse marine, commandant van het vliegdekschip Clemenceau.

  - Jean Vercken (1888-1918) trouwde in 1911 met Marie-Madeleine Chevalier (1891-1926) en ze kregen vier kinderen, met afstammelingen tot heden. Hij sneuvelde in de laatste weken van de Eerste Wereldoorlog.

## René Vercken
Pierre Léon Georges René Vercken (Antwerpen, 12 december 1861 - Boulogne-Billancourt, 26 november 1932), jongste zoon van de geadelde Léon Vercken, werd advocaat in Parijs. In 1885 verkreeg hij, zoals zijn broer, de Franse nationaliteit. Hij trouwde in 1890 in Parijs met Marie-Isabelle Despaigne (1869-1939) en ze kregen zeven kinderen. Geen van hen zorgde voor afstammelingen, zodat deze familietak in 1978 uitdoofde.